# Wick Béla
Wick Béla (Kisszeben, 1873. november 10. – Kassa, 1955. december 25.) római katolikus pap, tanító, történész.

## Élete
Apja vasutas volt, Kisszebenben járta a négyéves népiskolát, majd négy évig a kassai gimnáziumot. Az eperjesi gimnáziumban végzett 1891-ben. Teológiai tanulmányait Kassán és Kolozsvárott végezte. 1896-ban szentelték pappá. Szinyén, Tarcaszentpéteren, Laborcmezőn és Szerelmesen szolgált.
Az eperjesi királyi katolikus főgimnáziumban dolgozott. Hittanári oklevelet 1899-ben szerzett. 1921–1944 között a kassai teológiai főiskola tanára, 1939–1944-ben rektora. Elsősorban Kassa múltjával, műemlékeivel foglalkozott. Hitbuzgalmi írásokat is publikált. Fiatal korában elbeszéléseket is írt. A II. világháború után bíróság elé idézték történelemhamisítás címén. Ugyan nem került börtönbe, s az országot sem kellett elhagynia, életében már nem jelent meg több műve.

## Művei
- 1902 Gondolatok a nevelés köréből. Az eperjesi kath. főgymnasium Értesítője
- Kapy Klára és egyéb elbeszélések. Képek a kuruczvilágból; Kósch Ny., Eperjes, 1903
- 1905 Katholikus ájtatosságok könyve. Kath. imádságos- és énekeskönyv, különösen a tanulóifjúság számára. Eperjes
- 1907 A társasélet típusai. Kassa
- 1908 A népművelésről. Kassa
- 1908 Souvenir à Eperjes. Történeti elbeszélés. Eperjes
- 1910 Összefoglaló vallástani kérdések a gymnasium VIII. oszt. részére. Budapest
- 1919 Az eperjesi Kálvária
- 1923 Kassa város katolikus műemlékei
- 1924 Nebeské hlasy – kniha modlitebná pre rímsko-katolícke kresťanské duše spojená so štvorhlasne harmonizovaným cirk. spevníkom
- 1928 A 300 éves kassai Orbán-torony
- 1928 Kassa régi temetői, templomi kriptái és síremlékei
- 1928 A kassai Immaculata-szobor története. Košice
- 1930 A kétszáz éves kassai ispotály-templom
- 1931 A jezsuita rend története Kassán
- 1931 Kassa régi temetői, templomi kriptái és síremlékei. Košice
- 1932 Adatok a kassai domonkosok történetéhez
- 1933 Kassa régi síremlékei XIV-XVIII. század. Košice
- 1934 Nagyúri látogatások Kassán
- 1934 Az 1709–10-es pestisvész Kassán
- 1935 A kassai Rozália-kápolna története
- 1936/1993 A kassai Szent Erzsébet Dóm. Košice (szlovákul is megjelent, Dóm Svätej Alžbety v Košiciach)
- 1941 Kassa története és műemlékei
- 1941 Kassa története
- Szent Ferenc rendjének története Kassán; sajtó alá rend., szerk., utószó Sas Péter, fotó Felicides Ildikó; Múzeum Antikvárium–Bookmaker, Bp., 2005 (Antikvár leletek)

## Emléke
- 2008 emléktábla egykori házának utcai homlokzatán, Kassán, Várkapu utca 16.

## Külső hivatkozások
- Szent Ferenc rendjének története Kassán
- Cassovia.sk
- SZMIT
- Forum Institute[halott link]
- Dr. Wick Béla – A kassai Szent Erzsébet Dóm. (recenzió)
- magyarkurir.hu